# Werblużka
Werblużka (ukr. Верблюжка) – wieś na Ukrainie, w obwodzie kirowohradzkim, w rejonie kropywnyckim, w hromadzie Nowhorodka. W 2023 liczyła 2000 mieszkańców.

## Urodzeni
- Iwan Kobylanski